# Чорновол Василь Семенович
Василь Семенович Чорновол (1900, село Білецьківка Херсонської губернії, нині Кременчуцького району Полтавської області — січень 1985, місто Київ) — український радянський діяч, народний комісар комунального господарства УРСР, народний комісар державного контролю УРСР. Член Ревізійної Комісії КП(б)У в травні 1940 — січні 1949 року.

## Біографія
Перебував на відповідальній радянській роботі.
Член ВКП(б) з 1927 року.
У липні 1938 — листопаді 1940 року — народний комісар комунального господарства Української РСР.
30 листопада 1940 — 15 січня 1947 року — народний комісар (міністр) державного контролю Української РСР.
З червня 1941 року — уповноважений ЦК КП(б)У і РНК УРСР із евакуації промислових підприємств, уповноважений ЦК КП(б)У і РНК УРСР із будівництва оборонних споруд. Потім — у Червоній армії, учасник німецько-радянської війни. У жовтні 1941 — травні 1943 року — начальник оперативної групи із транспорту і зв'язку при Військових радах Південного і Сталінградського фронтів. З травня 1943 року — начальник оперативної групи із транспорту і зв'язку при Військовій раді Воронезького фронту. У листопаді 1943 року призначений уповноваженим РНК УРСР і ЦК КП(б)У з питань обліку і зберігання майна населення та підприємств міста Києва, що залишилося без догляду.
З 1947 року — директор будівництва, з вересня 1948 року — начальник Управління експлуатації газопроводу «Дашава—Київ», з часом реорганізованого в Київське управління магістральних газопроводів. На 1959 рік — начальник Київського управління магістральних газопроводів Головгазу СРСР. У 1960-х роках — перший директор Управління магістральних газопроводів «Київтрансгаз».
Потім — персональний пенсіонер союзного значення.
Помер у січні 1985 року в місті Києві.

## Військові звання
- військовий технік 1-го рангу

## Нагороди
- орден Трудового Червоного Прапора (19.03.1959)
- орден Вітчизняної війни ІІ-го ст. (26.08.1943)
- орден «Знак Пошани»
- медаль «За оборону Сталінграда»
- медаль «За перемогу над Німеччиною у Великій Вітчизняній війні 1941—1945 рр.»